# Basilika Nossa Senhora da Penha (São Paulo)

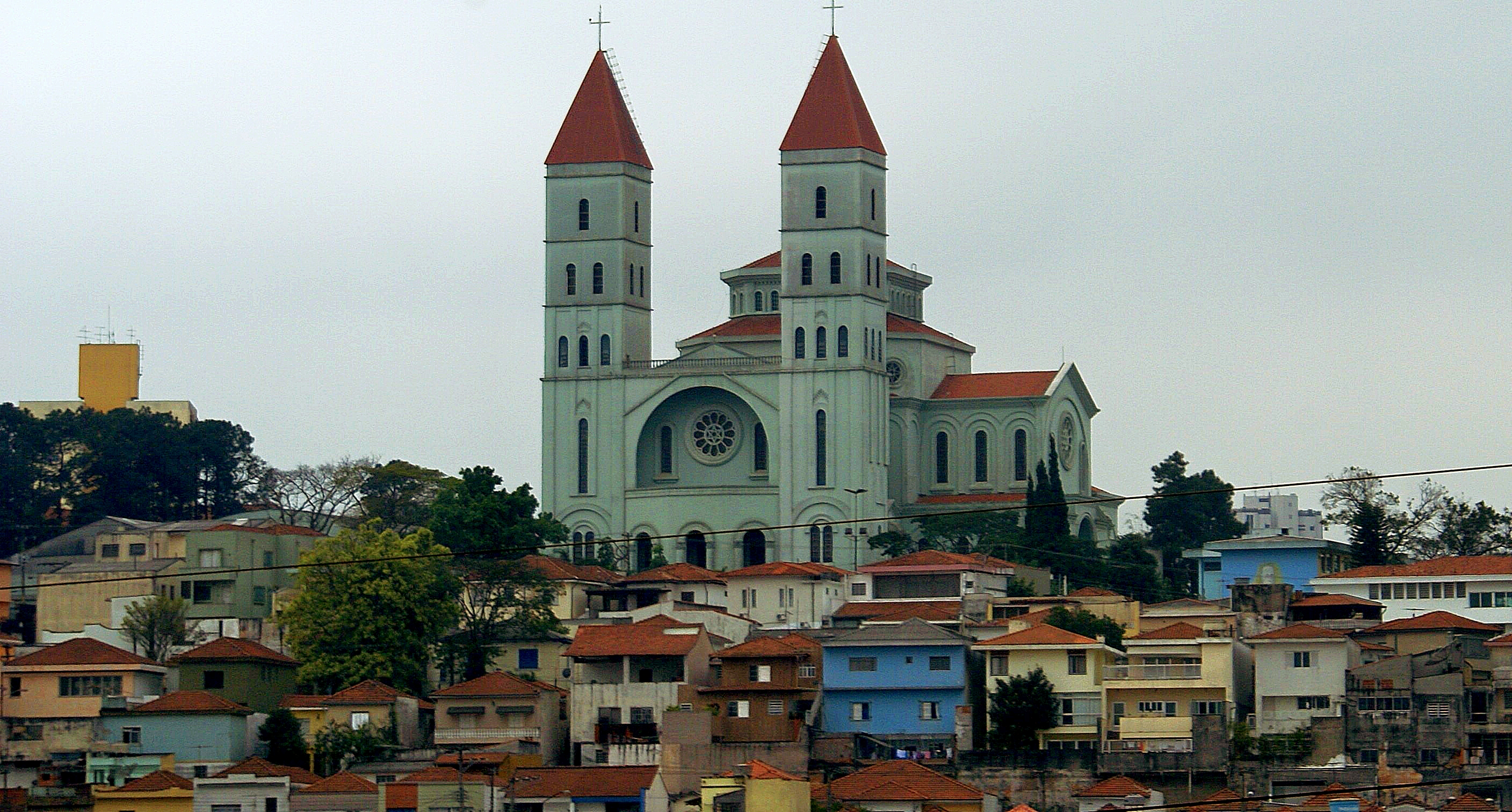
Basilika Nossa Sra da Penha de França

Die Basilika Nossa Senhora da Penha de França ist ein römisch-katholisches Kirchengebäude im östlichen Distrikt Penha von São Paulo, Brasilien. Die Pfarr- und Wallfahrtskirche des Bistums São Miguel Paulista trägt den Titel einer Basilica minor und ist der Virgen de la Peña de Francia gewidmet. Die Kirche wurde in den 1960er Jahren im neuromanischen Stil auf einem Hügel errichtet und gilt als größte ihrer Widmung.

## Geschichte
In den 1660er Jahren wurde auf dem Hügel eine erste Lehmkapelle mit der Widmung an die Nossa Senhora da Penha errichtet, die später wiederholt umgebaut wurde. Zwischen 1776 und 1801 wurde hier eine Kirche im Kolonialstil errichtet. Diese Wallfahrtskirche mit der heutigen Bezeichnung Santuário Eucarístico Nossa Senhora da Penha wurde 1909 zum Diözesanheiligtum erklärt. Die einschiffige Emporenhallenkirche wird weiter genutzt.
Der wachsende Pilgerstrom in der Metropole São Paulo machte in den 1950er Jahren den Bau einer neuen Kirche notwendig, der in einer Entfernung von 200 Metern zur alten Kirche erfolgte. Am 15. September 1957 legte der Erzbischof von São Paulo, Carlos Carmelo de Vasconcelos Motta, den Grundstein für die neue Basilika von Penha. Die erste Messe fand an Weihnachten 1967 statt. Am 7. Juni 1985 wurde das neue Heiligtum Unserer Lieben Frau von Penha von Papst Johannes Paul II. zur Basilica minor erhoben.

## Beschreibung
Die Glockentürme der Doppelturmfassade ragen 60 Meter hoch, dazwischen führen drei Portale nach einer breiten Treppe und einem Vorraum in die Kirche. Der kreuzförmige Grundriss der Kirche besitzt nur ein wenig ausgeprägtes Langhaus mit einer Länge von 24 Metern. Die angedeuteten Seitenschiffe im Stil einer Basilika sind als Bogengänge ausgeführt und im Vergleich zum Hauptschiff sehr schmal gehalten. Darüber befinden sich mit Buntglas ausgeführte Obergadenfenster. Die gesamte Kirche ist 66 Meter lang und 56 Meter breit. Die große Vierung wird über einen etwa quadratischen Tambour beleuchtet, die Kuppel mit einem Durchmesser von 30 Metern ragt 40 Meter hoch. Die Decken der Kirchenschiffe und des Chors sind als schlichte Tonnengewölbe ausgeführt. An den um sechs Stufen erhöhten Chor schließt sich ein in die runde Apsis ragendes Heiligtum an. Die Kirche bietet 2000 Sitzplätze und soll bis zu 7000 Gläubigen Platz bieten.